# Philip Thicknesse
Philip Thicknesse (né le 10 août 1719 dans le Staffordshire en Angleterre et mort le 23 novembre 1792 près de Boulogne-sur-Mer en France) est un auteur britannique, excentrique et ami de l'artiste Thomas Gainsborough.

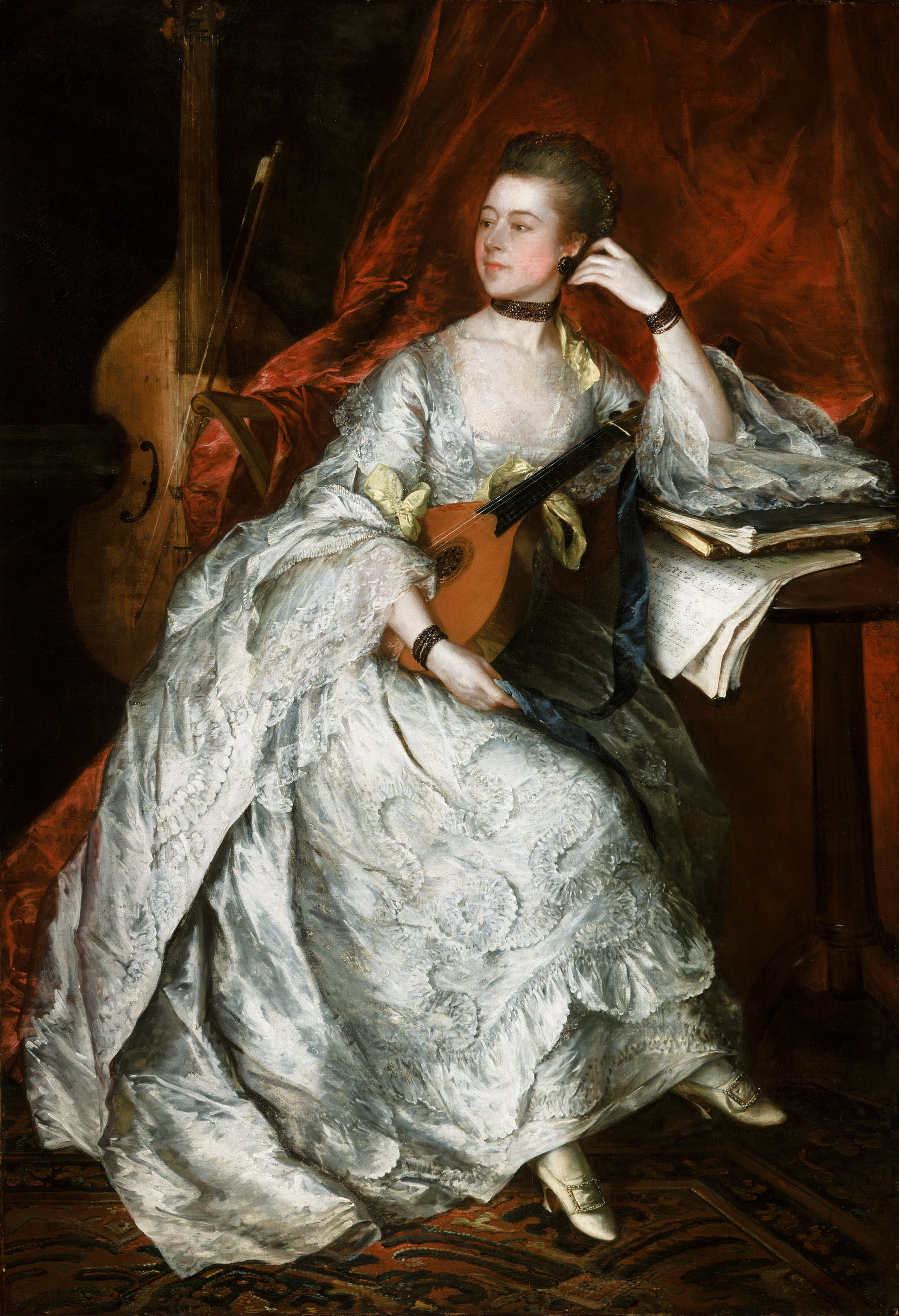
Ann Ford, 3ème épouse de Philip Thicknesse
par Thomas Gainsborough, 1760